# Nagykede
Nagykede (románul Chedea Mare) falu Romániában Hargita megyében.

## Fekvése
Székelykeresztúrtól 5 km-re északra, Rugonfalvától 4 km-re a Kedei –patak suvadásos völgyfőjében, szélvédett területen fekszik Kiskede ikerfalvaként. Rugonfalva felszegi része felől, a kedei patak völgyébe vezető 38-as községi úton közelíthető meg. Szomszédai: keleten Kiskede, északon Gagy, nyugaton Csekefalva, délen Rugonfalva. Az 500 m hosszú falu Felszegre és Alszegre tagolódik két utcával. A vízhiánnyal küszködő településtől keletre gázszondát mélyítettek az 1980-as évek elején.
Neve régi magyar személynévből keletkezett. Ernst Wagner szerint először 1436-ban, Kedei János tordai főispán nevében fordult elő.

## Egyháztörténet
A középkorban tiszta katolikus falu a reformáció korában válik unitáriussá. A szintén többségébe unitáriussá lett Kiskedével együtt építettek a két falu közötti Templomdombra templomot. Így a két település egy egyházközséget alkot, amely 1816-ban nyerte el önállóságát Székelyszentmiklóssal szemben.
Hiteles adatok szerint 1723-ban már létezett a templom, 1900–ban újraépítették fából, egyszerű, sima vonalú új reneszánsz modorban. Kék színben pompázó mennyezete fakazettás. Az 1828-ban vásárolt, kemény cserefából készült haranglábat a templom déli oldalára helyezték.
Az unitáriusok mellett élő reformátusok az 1800-as évek elején református templomot építettek fából, amit 1942-ben lebontottak. Később a falu közepén emelkedő kistornyos imaházban tartottak istentiszteletet. Az imaház megromlott állapota miatt ma családi háznál gyűlnek össze a hívek ünnepnapokon. A beszolgáló lelkész Jakab Imola Siménfalváról, a kis közösség gondnoka Benedekffy Albert 96 éves egyháztag volt.

## Iskolatörténet
Az első elemi iskolát 1820-ban létesítették Kiskedével közösen. Több éven át ebben az iskolában tanított Tiboldi István népköltészeti gyűjtő, író. Évről évre nagy gondot jelent újraindítani az összevont I-IV osztályt, tanulók hiányában.
Nagykedében külön elemi iskola 1922-ben létesült a református egyház keretében. 1948 után mint állami iskola működött 1970-ig akkor tanulók hiányában megszűnt. Kiskede fogatta az okulni vágyókat.
A faluban 1975-ig élénk kulturális élet folyt. A faluházat 1923-ban építették, ahol évente színdarabos bálokat, szabadtéri táncmulatságokat – majálist –rendeztek. A faluban volt könyvtár is, sajnos a könyvek legnagyobb része a második világháború alatt elveszett. Az utóbbi években, a nagyfokú elvándorlás miatt gyakorlatilag megszűnt a kulturális élet.
2017-ben néhány lelkes fiatal újraindította a kulturális életet a faluban. Színdarabos kosaras bált és Falunapot szerveztek. A helyi kultúrotthonban utoljára 1975-ben mutattak be színdarabos előadást.

## A falu jeles szülöttei
- Tiboldi István (1793-1880) tanító, népköltészeti gyűjtő, író.
- Sándor Mózes (1839-1916) középiskolai tanár, tanfelügyelő.
- Fekete István (1800-as évek) mérnök, barlangász, térkép készítő.
- Benedekffy Samu (1915-2014) lelkész, költő, újságíró.